# Wim Embregts
Johannes Willem (Wim) Embregts (Rotterdam, 27 oktober 1933 - Hoogvliet, 24 maart 2024) was een Nederlands christelijk publicist en voormalig voorganger in de pinksterbeweging.

## Levensloop
Afkomstig uit een niet erg meelevend protestants gezin uit Rotterdam was de jonge Wim onder meer getuige van het Duitse bombardement op die stad in mei 1940. De laatste periode van de oorlog bracht hij in het oosten van Duitsland door, waar hij werd geconfronteerd met de hectiek van het oprukkende Rode Leger. Na afloop van de oorlog werd het in Nederland teruggekeerde en dakloze gezin Embregts door een tante in Rotterdam opgevangen. Omdat deze tot een pinkstergemeente (de oudste van de stad) behoorde, werden Wim en zijn moeder enige tijd later daar ook lid van. Hij volgde het gymnasium en maakte halverwege de jaren vijftig een daadwerkelijke bekering door. Na allerlei taken in de betreffende pinkstergemeente te hebben vervuld, werd hij in 1967 voorganger van een in 1962 opgerichte dependance van deze kerkelijke gemeente in Hoogvliet. Wat jaren later werd hij eveneens voorganger van de Pinkstergemeente Spijkenisse, op diens beurt een dependance van de vorige. Als voorganger hield hij zich met name bezig met waar hij het meest getalenteerd in bleek te zijn, te weten Bijbelonderricht en pastorale hulpverlening. In 1998 legde hij deze werkzaamheden neer.
Tevens stond Embregts mede aan de wieg van de in de tweede helft van de jaren vijftig in het leven geroepen Broederschap van Pinkstergemeenten alsook van de hieruit voortgekomen en halverwege de jaren zestig opgerichte Centrale Pinkster Bijbelschool (later Azusa Theologische Hogeschool geheten, de eerste Bijbelschool van de pinksterbeweging in Nederland) en waaraan hij het vak eschatologie heeft onderwezen. Eveneens was hij betrokken bij de oprichting in 1960 van het verzorgingshuis Huize Siloam in de Hoogvlietse wijk Zalmplaat en waaraan hij tot 2014 als pastor verbonden is geweest.
Behalve als kerkelijk werker en leraar is Embregts eveneens als publicist actief. Zo heeft hij diverse godsdienstige boeken op zijn naam staan (zie hieronder) alsook bijdragen aan tal van christelijke magazines. Vooral onderwerpen over het zogeheten 'einde der tijden' (een andere aanduiding voor de hierboven genoemde eschatologie) kunnen op zijn belangstelling rekenen. Na een grote hoeveelheid uitgaven over dit onderwerp te hebben doorvorst, is Embregts tot de conclusie gekomen dat zowel de leer van het pretribulationisme alsmede die van het premillennialisme de juiste zijn, een conclusie die volgens hem overeenkomt met hoe oorspronkelijk in de pinksterbeweging over deze zaken werd gedacht.

## Werken (selectie)
- Geen uitstel meer: verklaring van de Openbaring aan Johannes: historie en overzicht van de standpunten (1978, 2006)
- Daniël, een visie op de toekomst (1990) - verklaring van het Bijbelboek Daniël
- Geloof om op te bouwen (1992) - toelichting van de geloofspunten van de (thans voormalige) Broederschap van Pinkstergemeenten (de zogenoemde 'fundamentele waarheden')
- Onder de rook van de superpijp: geschiedenis van de pinkstergemeente Hoogvliet: vanaf haar ontstaan tot en met het jaar 2001 (2001)
- Dag noch uur: de vergeefse zoektocht naar de einddatum (2005)
- De hemel (2008)
- De hel: Jezus sprak er het meeste over (2009)
- Jezus: van Genesis tot Maleachi: 100x Jezus Christus in het Oude Testament (2011)

## Vertalingen
- Het visioen (1978, 1995) - vertaling van The Vision van de Amerikaanse pinkstervoorganger David Wilkerson (overleden in 2011)[4]
- Het visioen en verder ...: profetieën die vervuld zijn en nog vervuld moeten worden: wat staat de wereld te wachten (2004) - vertaling van The Vision and Beyond van dezelfde schrijver (hoofdstukken 1 t/m 6)[4]

## Onderscheiding
In 2015 ontving hij van de gemeente Rotterdam de Erasmusspeld.